# Mesapamea virgata
Mesapamea virgata là một loài bướm đêm trong họ Noctuidae.